# Фредриксон, Стиг
Стиг Фредриксон (род. 20 марта 1945) — шведский журналист, много работавший в зарубежных странах.

## Биография
Начал свою журналистскую карьеру в Ассошиэйтед Пресс в 1969 году, затем в 1970 перешёл в шведское новостное агентство Tidningarnas Telegrambyrå. C 1972 по 1976 год он был иностранным корреспондентом в Москве.
В 1976—1979 годах работал в новостной редакции шведского радио Ekoredaktionen. С 1979 по 1982 год Фредриксон руководил редакцией международных новостей. В 1982—1986 годах — корреспондент в Вашингтоне. C 1987 по 1993 год — комментатор международных новостей. В 1993 году — редактор новостей. В 2001 году он покинул пост, чтобы стать внутриполитическим комментатором в той же программе.
В 2004—2008 годах — президент Шведской ассоциации публицистов (Publicistklubben).
Фредриксон хорошо знает русский язык. Он взял несоколько интервью у Александра Солженицына, в том числе и в связи с его 80-летием. В начале 1970-х Фредриксон был секретным «письмоносцем» Солженицына, и помог ему переправить несколько его книг на запад.
В недавнее время Фредриксон переписывался с находящимся в заключении Михаилом Ходорковским и написал книгу о его жизни в тюрьме.

## Семья
- Жена — Ингрид[2]:64